# 藤原睦躬
藤原 睦躬（ふじわら むつみ、1942年3月13日 - ）は、日本の実業家。マツダ代表取締役副社長や、マツダ財団理事長、中国経済連合会副会長などを務めた。

## 来歴・人物
1964年明治学院大学経済学部商学科卒業、東洋工業（現マツダ）入社。1993年マツダ第6営業本部副本部長。同年マツダ取締役購買本部副本部長に昇格。1995年マツダ取締役購買本部長。1997年マツダ常務取締役購買担当。1999年マツダ専務取締役購買担当。日本自動車工業会理事兼務を経て、2006年にはマツダ代表取締役副社長に就任した。同年マツダ財団理事長、中国経済連合会副会長。2007年マツダ特別顧問。